# Bartłomiej Matysiak
Bartłomiej Matysiak (ur. 11 września 1984) – polski kolarz szosowy. Medalista mistrzostw Polski na szosie i torze.
Za zasługi dla polskiego kolarstwa, za znaczące osiągnięcia sportowe 20 października 2014 roku został odznaczony przez prezydenta Bronisława Komorowskiego Brązowym Krzyżem Zasługi.

## Życiorys
Jest wychowankiem Kaliskiego Towarzystwa Kolarskiego. W barwach tego zespołu osiągał sukcesy torowe, zdobywając mistrzostwo Polski w wyścigu drużynowym na 4000 m na dochodzenie (2003, 2005) i brązowy medal w madisonie (2003). Od 2006 jeździł w barwach warszawskiej Legii. Od 2009 jest zawodnikiem CCC Polsat Polkowice.
Jego najważniejsze osiągnięcia sportowe na szosie to kolejno zwycięstwo w wyścigu Bałtyk-Karkonosze (2006) oraz wicemistrzostwo Polski w wyścigu szosowym ze startu wspólnego (2008) i jeździe drużynowej na czas (2012), a także mistrzostwo Polski w wyścigu szosowym ze startu wspólnego w 2014. Trzykrotnie wygrywał wyścig o Puchar Ministra Obrony Narodowej (2008, 2010, 2013), raz Memoriał Romana Ręgorowicza (2008). W 2009 zajął drugie miejsce w klasyfikacji końcowej Wyścigu dookoła Maroka. W 2006 startował bez sukcesu w młodzieżowych mistrzostwach Europy, zajmując 56 m. w wyścigu ze startu wspólnego.
W 2011 został wicemistrzem Polski w torowym wyścigu punktowym.
Na mistrzostwach świata w 2012 zajął 26. miejsce w drużynowej jeździe na czas (z drużyną CCC Polsat Polkowice).

## Najważniejsze osiągnięcia
- 2006
  - 1. miejsce w Bałtyk - Karkonosze Tour
    - 1. miejsce na 2. etapie

  - 3. miejsce w Memoriał Henryka Łasaka
- 2008
  - 1. miejsce w Memoriał Romana Ręgorowicza
  - 1. miejsce w Puchar Ministra Obrony Narodowej
  - 2. miejsce w mistrzostwach Polski (start wspólny)
- 2009
  - 2. miejsce w Tour du Maroc
  - 1. miejsce na 6. etapie Wyścig Solidarności i Olimpijczyków
- 2010
  - 1. miejsce w Puchar Ministra Obrony Narodowej
- 2011
  - 5. miejsce w Clásica de Almería
  - 2. miejsce w mistrzostwach Polski na torze (wyścig punktowy)
- 2013
  - 1. miejsce w Puchar Ministra Obrony Narodowej
  - 4. miejsce w Tour of Estonia
    - 1. miejsce na 3. etapie
- 2014
  - 5. miejsce w Małopolski Wyścig Górski
    - 1. miejsce na 1. etapie

  -  1. miejsce w mistrzostwach Polski (start wspólny)
  - 2. miejsce w Ślężański Mnich
- 2015
  - 5. miejsce w Umag Trophy
  - 5. miejsce w Porec Trophy

## Odznaczenie
Postanowieniem prezydenta Bronisława Komorowskiego z 16 października 2014 został odznaczony Brązowym Krzyżem Zasługi za zasługi dla polskiego kolarstwa, za znaczące osiągnięcia sportowe.